# 聖卡洛斯·德·拉·卡瓦尼亞要塞

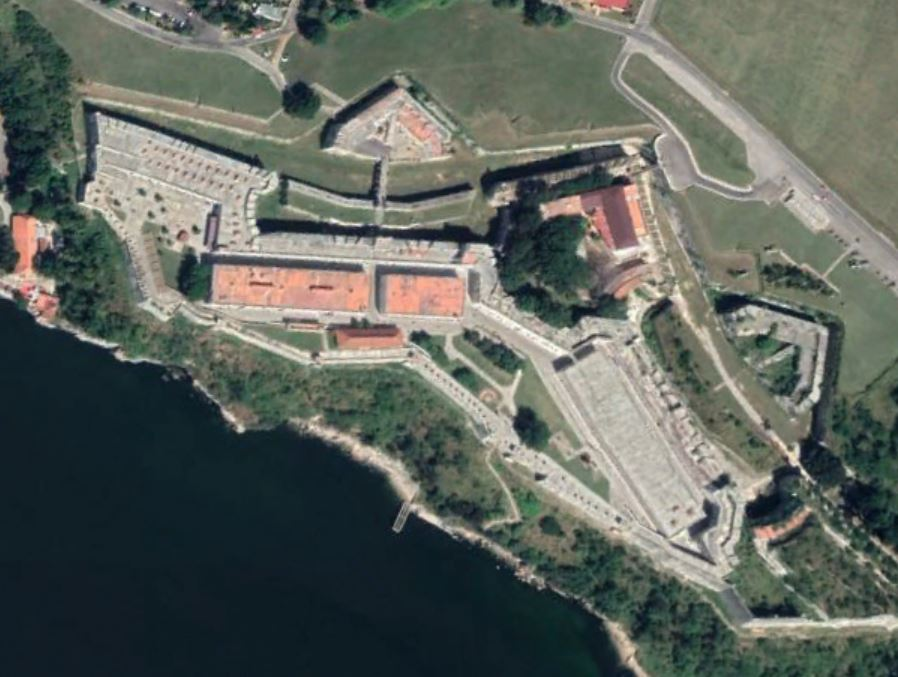
鳥瞰圖

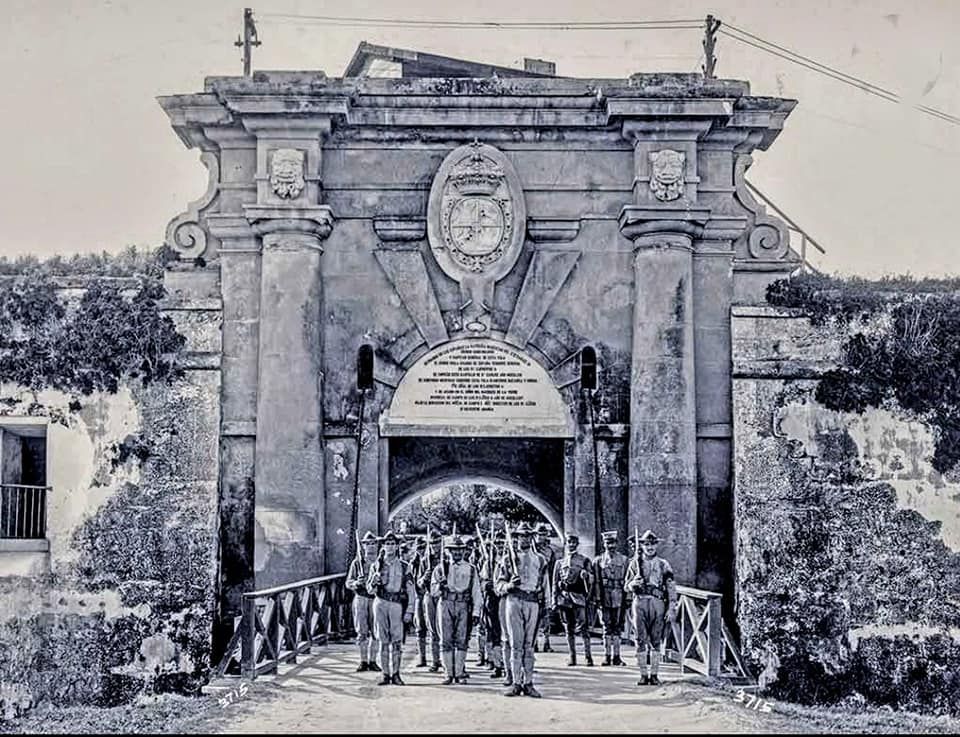
要塞的正門（1920年的明信片）

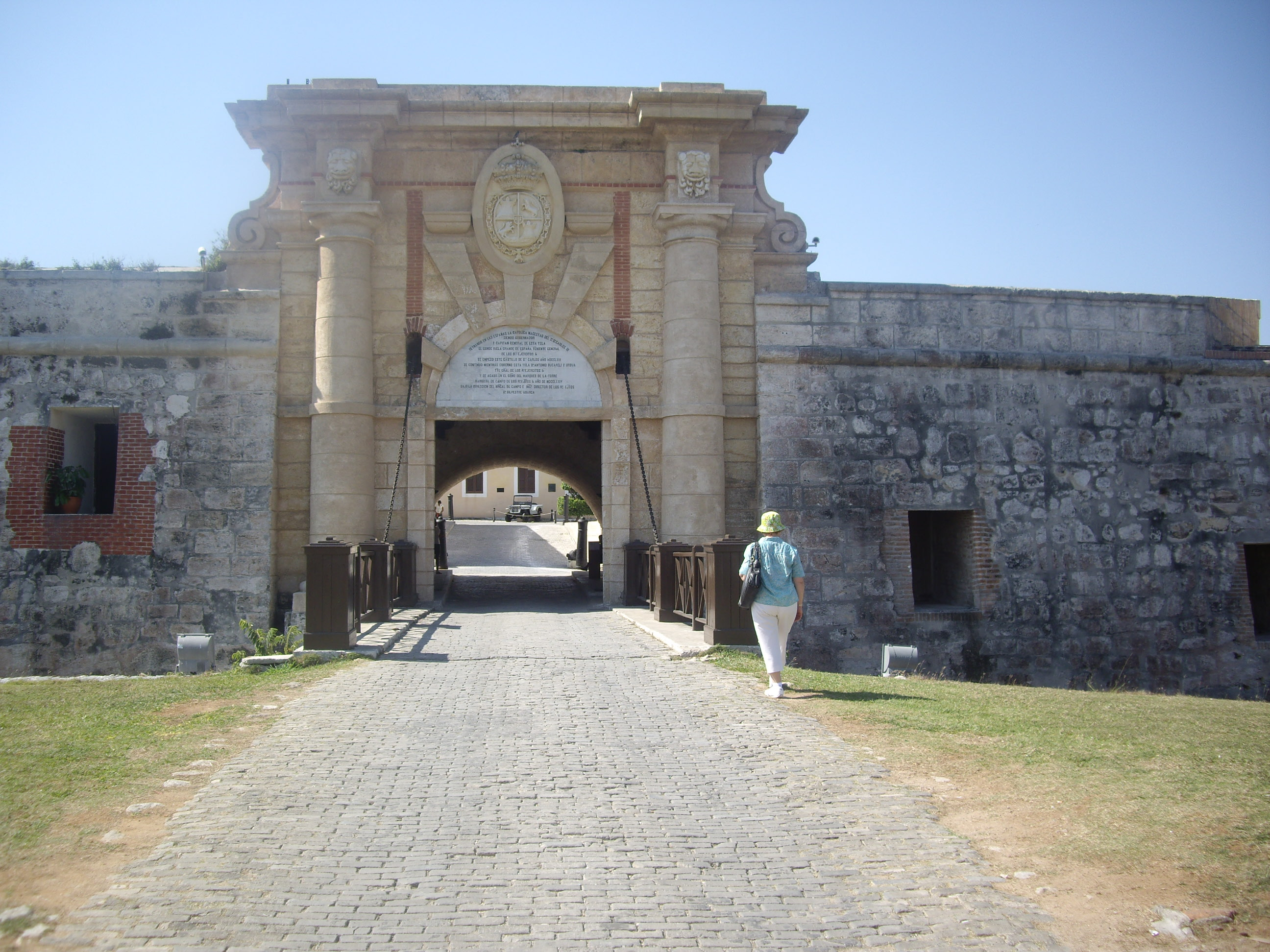
要塞的正門（2013年攝）

聖卡洛斯·德·拉·卡瓦尼亞要塞（Fortaleza de San Carlos de la Cabaña）是古巴首都哈瓦那的一座軍事要塞，修建於1763年—1774年。這座城堡是美洲第三大要塞。1982年，這座城堡作為哈瓦那舊城的一部分被列入世界文化遺產。